# Besaia rubiginea
Besaia rubiginea är en fjärilsart som beskrevs av Walker 1865. Besaia rubiginea ingår i släktet Besaia och familjen tandspinnare. Inga underarter finns listade i Catalogue of Life.